# 西五反田
西五反田（にしごたんだ）は、東京都品川区の地名。現行行政地名は西五反田一丁目から西五反田八丁目までが設置されている。住居表示実施済区域。

## 地理
東京都品川区の北部に位置する。町域北部から北東部は山手線の線路に接し、これを境に品川区上大崎・品川区東五反田に接する。東部は品川区大崎に接する。南東端は品川区戸越に接する。南東部は品川区平塚に接する。南部は品川区荏原に接する。南西部は品川区小山に接する。西部は品川区小山台に接する。北西部は目黒区下目黒に接する。
町域内を山手通り（北西から南東方向）、国道1号（桜田通り・第二京浜）、東京都道・神奈川県道2号東京丸子横浜線（中原街道）、首都高速2号目黒線、さらに山手通りの地下には首都高速中央環状品川線が通っており、幹線道路が集まった地域でもある。五反田駅付近や幹線道路沿いを中心に、ビルや商店など商業地が広がっているが、その他は住宅地となっている。

### 河川
- 目黒川 - 町域の北部を流れる。

### 地価
住宅地の地価は、2025年（令和7年）1月1日の公示地価によれば、西五反田4-27-6の地点で113万円/m2、西五反田5-31-6の地点で89万円/m2となっている。

## 歴史
伝承によると四丁目のかむろ坂は、歌舞伎や浄瑠璃の題目として有名な白井権八伝説に由来する。
2019年（令和元年）10月1日、東京都は西五反田一丁目から二丁目を暴力団排除条例に基づき暴力団排除特別強化地域に指定した。

### 町名の変遷
| 実施後         | 実施年月日    | 実施前（特記なければ各町丁ともその一部）                                            |
| -------------- | ------------- | ----------------------------------------------------------------------------------- |
| 西五反田一丁目 | 1966年9月16日 | 西大崎1〜4、上大崎4、五反田1・3、西大崎1、東大崎4の各一部、五反田2・4、大崎本町1〜3 |
| 西五反田二丁目 | 1966年9月16日 | 西大崎1〜4、上大崎4、五反田1・3、西大崎1、東大崎4の各一部、五反田2・4、大崎本町1〜3 |
| 西五反田三丁目 | 1966年9月16日 | 西大崎1〜4、上大崎4、五反田1・3、西大崎1、東大崎4の各一部、五反田2・4、大崎本町1〜3 |
| 西五反田四丁目 | 1967年2月1日  | 西大崎1〜4、上大崎4、五反田1・3、西大崎1、東大崎4の各一部、五反田2・4、大崎本町1〜3 |
| 西五反田五丁目 | 1967年2月1日  | 西大崎1〜4、上大崎4、五反田1・3、西大崎1、東大崎4の各一部、五反田2・4、大崎本町1〜3 |
| 西五反田六丁目 | 1967年2月1日  | 西大崎1〜4、上大崎4、五反田1・3、西大崎1、東大崎4の各一部、五反田2・4、大崎本町1〜3 |
| 西五反田七丁目 | 1967年2月1日  | 西大崎1〜4、上大崎4、五反田1・3、西大崎1、東大崎4の各一部、五反田2・4、大崎本町1〜3 |
| 西五反田八丁目 | 1967年2月1日  | 西大崎1〜4、上大崎4、五反田1・3、西大崎1、東大崎4の各一部、五反田2・4、大崎本町1〜3 |

## 世帯数と人口
2023年（令和5年）1月1日現在（東京都発表）の世帯数と人口は以下の通りである。
| 丁目           | 世帯数     | 人口     |
| -------------- | ---------- | -------- |
| 西五反田一丁目 | 555世帯    | 746人    |
| 西五反田二丁目 | 1,425世帯  | 1,972人  |
| 西五反田三丁目 | 3,584世帯  | 6,346人  |
| 西五反田四丁目 | 2,689世帯  | 4,633人  |
| 西五反田五丁目 | 2,980世帯  | 4,934人  |
| 西五反田六丁目 | 1,997世帯  | 3,171人  |
| 西五反田七丁目 | 813世帯    | 1,129人  |
| 西五反田八丁目 | 1,871世帯  | 2,653人  |
| 計             | 15,914世帯 | 25,584人 |

### 人口の変遷
国勢調査による人口の推移。
| 年                 | 人口   |
| ------------------ | ------ |
| 1995年（平成7年）  | 15,419 |
| 2000年（平成12年） | 16,370 |
| 2005年（平成17年） | 20,081 |
| 2010年（平成22年） | 22,145 |
| 2015年（平成27年） | 25,215 |
| 2020年（令和2年）  | 27,850 |

### 世帯数の変遷
国勢調査による世帯数の推移。
| 年                 | 世帯数 |
| ------------------ | ------ |
| 1995年（平成7年）  | 7,785  |
| 2000年（平成12年） | 8,812  |
| 2005年（平成17年） | 11,428 |
| 2010年（平成22年） | 13,029 |
| 2015年（平成27年） | 15,277 |
| 2020年（令和2年）  | 17,246 |

## 学区
区立小・中学校に通う場合、学区は以下の通りとなる（2020年4月時点）。
| 丁目           | 番地                 | 小学校                 | 中学校 （2019年度入転学） | 中学校 （2020年度入転学） |
| -------------- | -------------------- | ---------------------- | ------------------------- | ------------------------- |
| 西五反田一丁目 | 11〜23番             | 品川区立芳水小学校     | 品川区立日野学園          | 品川区立大崎中学校        |
| 西五反田一丁目 | 24〜33番             | 品川区立第一日野小学校 | 品川区立日野学園          | 品川区立日野学園          |
| 西五反田一丁目 | その他               | 品川区立日野学園       | 品川区立日野学園          | 品川区立日野学園          |
| 西五反田二丁目 | 1〜21番              | 品川区立日野学園       | 品川区立日野学園          | 品川区立日野学園          |
| 西五反田二丁目 | その他               | 品川区立第一日野小学校 | 品川区立日野学園          | 品川区立日野学園          |
| 西五反田三丁目 | 7～9番               | 品川区立第一日野小学校 | 品川区立日野学園          | 品川区立日野学園          |
| 西五反田三丁目 | 1～5番               | 品川区立第三日野小学校 | 品川区立日野学園          | 品川区立日野学園          |
| 西五反田三丁目 | その他               | 品川区立第四日野小学校 | 品川区立日野学園          | 品川区立荏原第一中学校    |
| 西五反田四丁目 | 全域                 | 品川区立第四日野小学校 | 品川区立日野学園          | 品川区立荏原第一中学校    |
| 西五反田五丁目 | 1番 7〜14番 23〜29番 | 品川区立第四日野小学校 | 品川区立日野学園          | 品川区立荏原第一中学校    |
| 西五反田五丁目 | その他               | 品川区立第一日野小学校 | 品川区立日野学園          | 品川区立日野学園          |
| 西五反田六丁目 | 全域                 | 品川区立第一日野小学校 | 品川区立日野学園          | 品川区立日野学園          |
| 西五反田七丁目 | 全域                 | 品川区立第一日野小学校 | 品川区立日野学園          | 品川区立日野学園          |
| 西五反田八丁目 | 1〜3番               | 品川区立第一日野小学校 | 品川区立日野学園          | 品川区立日野学園          |
| 西五反田八丁目 | その他               | 品川区立芳水小学校     | 品川区立日野学園          | 品川区立大崎中学校        |

## 交通

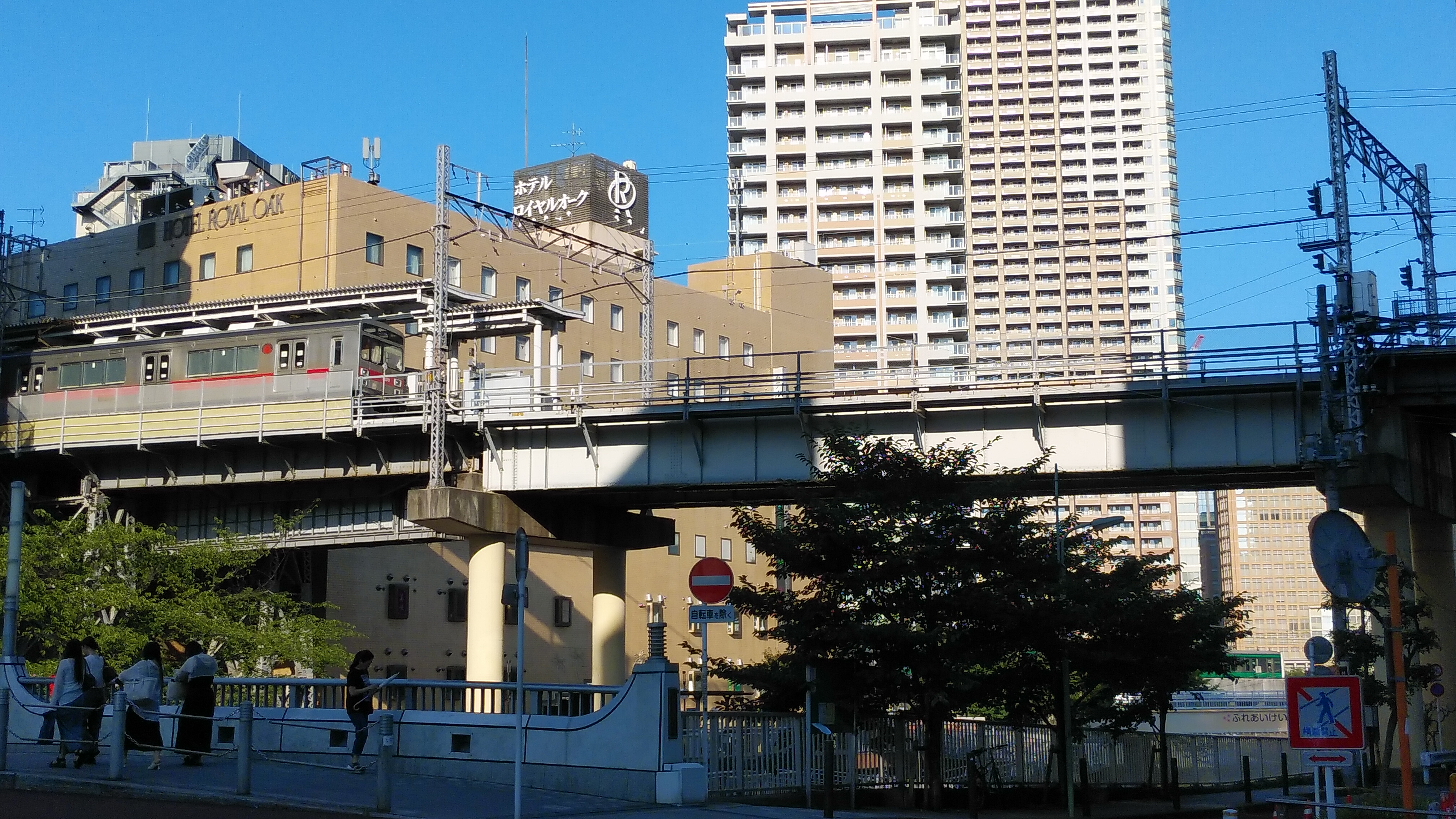
西五反田の東急池上線

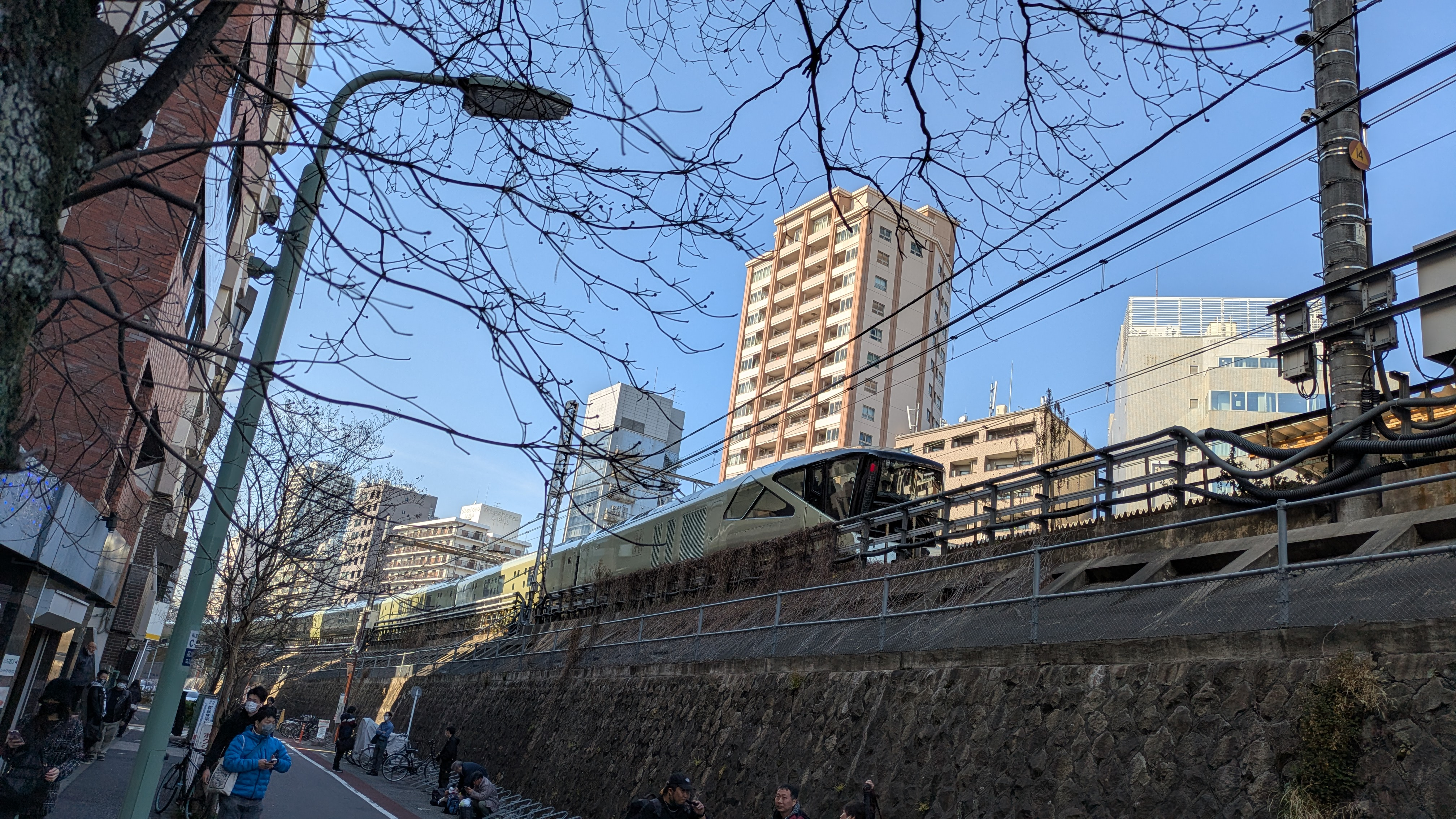
西五反田東側境界 山手線

町域内における鉄道駅として、東端に山手線・都営浅草線・東急池上線の五反田駅（所在地は東五反田）、北西部の西五反田五丁目に東急目黒線不動前駅がある（目黒不動尊に因む駅名であるが、目黒不動尊は目黒区下目黒にある）。中央環状品川線の五反田出入口が設置されている。また、付近の道路を走るバス路線も充実している。

## 事業所
2021年（令和3年）現在の経済センサス調査による事業所数と従業員数は以下の通りである。
| 丁目           | 事業所数    | 従業員数 |
| -------------- | ----------- | -------- |
| 西五反田一丁目 | 525事業所   | 9,435人  |
| 西五反田二丁目 | 673事業所   | 14,794人 |
| 西五反田三丁目 | 198事業所   | 6,516人  |
| 西五反田四丁目 | 163事業所   | 2,724人  |
| 西五反田五丁目 | 284事業所   | 3,199人  |
| 西五反田六丁目 | 103事業所   | 703人    |
| 西五反田七丁目 | 517事業所   | 12,122人 |
| 西五反田八丁目 | 183事業所   | 4,049人  |
| 計             | 2,646事業所 | 53,542人 |

### 事業者数の変遷
経済センサスによる事業所数の推移。
| 年                 | 事業者数 |
| ------------------ | -------- |
| 2016年（平成28年） | 2,695    |
| 2021年（令和3年）  | 2,646    |

### 従業員数の変遷
経済センサスによる従業員数の推移。
| 年                 | 従業員数 |
| ------------------ | -------- |
| 2016年（平成28年） | 52,446   |
| 2021年（令和3年）  | 53,542   |

## 施設
西五反田一丁目
- タキゲン製造本社・東京店
- ゲンロン本社
- 全国有線音楽放送協会（市原ビル内）
- 堀正工業
- 大崎橋広場（五反田リバーステーション）
- リバーライトビル（五反田ヒルズ・ホテルロイヤルオーク五反田）
- みずほ銀行五反田支店
- 五反田大橋
- ザ・森東（さらば青春の光の個人事務所）

西五反田二丁目
- ポーラ本社
- 学研ビル
  - 学研ホールディングス
  - 学研パブリッシング
  - 学研ステイフル
- 大崎郵便局
- 京王プレッソイン五反田
- ワタナベボクシングジム
- 第2オークラビル
- アトラスタワー五反田（旅館「海喜館」跡地に建てられた高層マンション）

西五反田三丁目
- 品川区立大崎第一地域センター
- ぷりすくーる西五反田（品川区立就学前乳幼児教育施設）
- 目黒川 荏原調節池
- DNP五反田ビル
- JR目黒MARCビル
- 全日本鉄道労働組合総連合会
- 日本野鳥の会事務局
- 丸和油脂本社
- アップフロントグループ

西五反田四丁目
- 品川区立第四日野小学校
- 日産東京販売ホールディングス（旧・東京日産自動車販売）本社

西五反田五丁目
- 攻玉社中学校・高等学校
- 桐ヶ谷斎場[6]
- 氷川神社 (品川区)

西五反田六丁目
- 品川区立第一日野小学校
- 品川区立教育総合支援センター
- 品川区立五反田文化センタープラネタリウム
- ホテルルートイン五反田

西五反田七丁目
- TOCビル
  - テーオーシー本社
  - 星製薬本社
  - 大谷工業本社
  - エンハート本社
- アライドテレシスホールディングス
- オーバーラップ
- 城南信用金庫本店

西五反田八丁目
- フルキャストホールディングス本社
  - フルキャスト
  - フルキャストアドバンス
- 五反田JPビルディング（旧ゆうぽうと跡地）
- 一般財団法人海外通信・放送コンサルティング協力
- 巨樹の会五反田リハビリテーション病院（旧ダーバン本社ビル）

かつて存在した施設
- 目黒製作所本社工場

## その他

### 日本郵便
- 郵便番号 : 141-0031[3]（集配局 : 大崎郵便局[17]）。